# Gourgueyre
Die Gourgueyre ist ein kleiner Fluss im Zentralmassiv von Frankreich, der in den Départements Cantal und Haute-Loire der Region Auvergne-Rhône-Alpes westlich der Stadt Le Puy-en-Velay verläuft.

## Geografie

### Verlauf
Die Gourgueyre entspringt im südöstlichen Gemeindegebiet von Clavières nahe der Grenze zum Département Lozère, verläuft zunächst am Fuße des Berges Mont Mouchet (1497 m), entwässert generell Richtung Nordost durch ein gering besiedeltes Gebiet der Landschaft Margeride und mündet nach rund 16 Kilometern im Gemeindegebiet von Desges als linker Nebenfluss in den gleichnamigen Fluss Desges.

### Orte am Fluss
(Reihenfolge in Fließrichtung)
- La Pauze, Gemeinde Clavières
- Le Pavillon, Gemeinde Auvers
- Chanteloube, Gemeinde Auvers
- Le Boussillon, Gemeinde Pinols
- La Gazelle, Gemeinde Desges

## Sehenswürdigkeiten
- Monument Nationale aux Maquis, Nationaldenkmal für die französischen Widerstandskämpfer "Maquisards" im 2. Weltkrieg am Berg Mont Mouchet.[4]